# Descriptions automatiques
Descriptions automatiques est un recueil de trois pièces pour piano d'Erik Satie, composé en 1913.

## Présentation
Les circonstances de composition de l’œuvre sont explicitées par Satie :
« J'écrivis les Descriptions automatiques à l'occasion de ma fête. Il est de toute évidence que les aplatis, les insignifiants et les boursouflés n'y prendront aucun plaisir. Qu'ils avalent leur barbe ! Qu'ils se dansent sur le ventre ! ».
Daté d'avril 1913, le recueil introduit les citations en clin d’œil notées sur les partitions, caractéristiques des pièces ultérieures du compositeur. On remarque également l'absence de barres de mesure.
Le cahier est créé par le pianiste Ricardo Viñes à la salle de la Société des concerts (salle du Conservatoire) le 5 juin 1913, à la 27e de la Société musicale indépendante,.
La partition est publiée en 1913 par Eugène Demets.

## Structure
Le cahier, d'une durée d'exécution de quatre minutes trente environ, comprend trois mouvements :
1. Sur un vaisseau — Assez lent, dédié à Mme Fernand Dreyfus[note 2]
2. Sur une lanterne — Lent, dédié à Mme Joseph Ravel[note 3]
3. Sur un casque — Pas accéléré, dédié à Paulette Darty

## Analyse
Dans la première pièce, Sur un vaisseau, la musicologue Adélaïde de Place souligne le « balancement obsédant », sur un rythme de tango « des plus inattendus ». L'air de Maman les p'tits bateaux fait une incursion au sein du mouvement.
La deuxième pièce, Sur une lanterne, cite quant à elle La Carmagnole. « Un motif de notes répétées goguenarde entre deux phrases », précédant une fin poétique dans l'aigu du piano.
La pièce qui clôt le recueil, Sur un casque, est une « parodie grotesque de la fête et de l'état militaire ». Guy Sacre note les ras de tambours et autres sonneries de clairon figurés au piano ; « le défilé approche, au rythme d'une polka de music-hall [...], acide et bitonale, aussi détraquée [...] que celle qu'on entend à la fin des Véritables préludes flasques ».

## Discographie
- Tout Satie ! Erik Satie Complete Edition[9], CD 3, Aldo Ciccolini (piano), Erato 0825646047963, 2015.
- Satie : Gymnopédies - A Selection of Piano Pieces, Klara Körmendi (piano), Naxos 8.550305[10], 2001.
- Erik Satie Piano Music, Håkon Austbø (piano), Brilliant Classics 99384, 1999.

### Ouvrages généraux
- Guy Sacre, La musique pour piano : dictionnaire des compositeurs et des œuvres, vol. II (J-Z), Paris, Robert Laffont, coll. « Bouquins », 1998, 2998 p. (ISBN 978-2-221-08566-0), p. 2388-2389.
- Adélaïde de Place, « Erik Satie », dans François-René Tranchefort (dir.), Guide de la musique de piano et de clavecin, Paris, Fayard, coll. « Les Indispensables de la musique », 1987, 867 p. (ISBN 978-2-213-01639-9, OCLC 17967083), p. 632-633.
- Michel Duchesneau, L'Avant-garde musicale et ses sociétés à Paris de 1871 à 1939, Paris, Mardaga, 1997, 352 p. (ISBN 2-87009-634-8).

### Monographie
- Vincent Lajoinie, Erik Satie, Lausanne, Éditions L'Âge d'Homme, 1985 (ISBN 978-2-8251-3228-9)